# Kościół św. Pawła na Regoli
Kościół św. Pawła na Regoli (wł. Chiesa di San Paolo alla Regola) – rzymskokatolicki kościół tytularny w Rzymie.
Świątynia ta jest kościołem rektoralnym parafii Santi Biagio e Carlo ai Catinari oraz kościołem tytularnym.

## Lokalizacja
Kościół znajduje się w VII Rione Rzymu – Regola przy Via di San Paolo alla Regola 6.

## Historia
Według tradycji kościół ten miał zostać zbudowany w miejscu, w którym mieszkał i nauczał św. Paweł podczas pobytu w Rzymie, kiedy czekał na proces przed cesarzem. Na korzyść tej tradycji przemawia, że według apokryfu z II wieku św. Paweł rzekomo wynajmował spichlerz na miejsce spotkań z współwyznawcami, a wykopaliska za kościołem prowadzone w latach 1978–1982 doprowadziły do wniosku, że jest bardzo prawdopodobne, iż w tym miejscu był spichlerz. Jednak ta tradycja stoi w sprzeczności z twierdzeniem, że św. Paweł mieszkał w miejscu, gdzie obecnie stoi bazylika Matki Bożej przy Via Lata.
Początki kościoła nie są udokumentowane. Według tradycji został założony przez papieża Sylwestra I w IV wieku obok oratorium, które powstało z jednopokojowego mieszkania św. Pawła. Jednak po raz pierwszy w dokumentach kościół ten został wymieniony dopiero w 1186 roku. W średniowieczu kościół funkcjonował jako centrum małej parafii. Z czasem doszło do sytuacji, że w okolicy istniała zbyt duża ilość parafii w  stosunku do liczby mieszkańców, w efekcie część z nich została zlikwidowana, łącznie z parafią przy tym kościele. Świątynia została przekazana wspólnocie augustianów bosych, którzy przed 1599 rokiem mieli tu klasztor. Ponieważ zakonnicy ci przenieśli się po pewnym czasie w inne miejsce, w 1619 roku kościół został przekazany sycylijskiej gałęzi franciszkańskiego Trzeciego Zakonu Regularnego, która natychmiast zbudowała duży klasztor i przystąpiła do odbudowy kościoła. Prace rozpoczęte w 1687 roku trwały do 1728 roku. W ich trakcie zburzono przylegający stary kościół San Cesario. Plany opracował Giovanni Battista Borgonzoni, zostały one jednak zrewidowane przez Giacomo Ciolli i uzupełnione przez Giuseppe Sardi, którego dziełem jest również fasada.

## Architektura i sztuka
Fasada kościoła jest dwukondygnacyjna. Pierwsza kondygnacja ma sześć pilastrów, podtrzymujących belkowanie, we fryzie którego znajduje się napis Gentium doctori divo Paulo Apostolo Collegium Siculum Tert[ii] Ord[inis] S[ancti] Francisci. Pomiędzy środkową parą pilastrów są drzwi główne, po obu ich stronach umieszczono znacznie mniejsze dodatkowe wejścia. Druga kondygnacja ma cztery pilastry. Po jej środku umieszczono duże prostokątne okno z balkonem, nad którym znajduje się płaskorzeźba przedstawiająca św. Pawła trzymającego miecz. Po bokach pomiędzy pilastrami są dwie puste nisze. Pilastry podtrzymują belkowanie, nad którym jest fronton z franciszkańskim herbem.

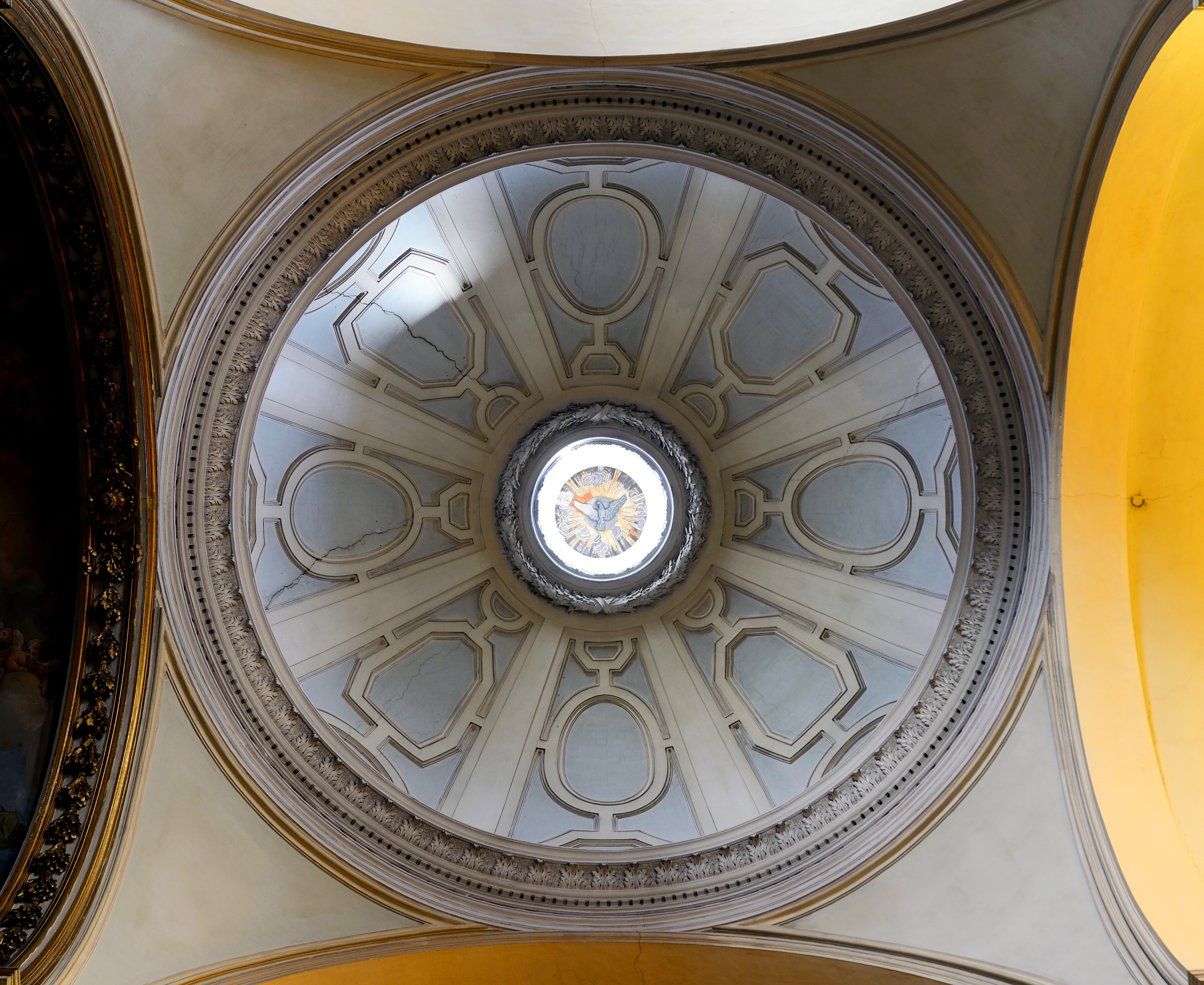
Wnętrze kopuły

Wnętrze kościoła zostało zaprojektowane wokół centralnej kopuły wspartej na czterech filarach, które mają pięciokątny przekrój. Na filarach tych umieszczono pilastry kompozytowe z główkami puttów w kapitelach, wspierających belkowanie okalające wnętrze.
Ścianę apsydy za ołtarzem głównym zajmują trzy duże freski autorstwa Luigiego Garzi przedstawiające, od lewej do prawej: Nauczanie św. Pawła, Nawrócenie św. Pawła i Męczeństwo św. Pawła. Pomiędzy malowidłami znajdują się pilastry. Poniżej malowideł w apsydzie są półokrągłe XVII-wieczne stalle z drzewa orzechowego. Po obu stronach ołtarza znajdują się drzwi, których górne części mają wygięte gzymsy służące jako świeczniki.

### Kaplice boczne
Kaplica św. Rozalii
Pierwsza kaplica po prawej stronie poświęcona jest św. Rozalii. W ołtarzu została przedstawiona patronka kaplicy razem ze świętymi Klarą i Różą z Viterbo. Obraz umieszczony powyżej przedstawia Męczeństwo św. Erazma, jest to dzieło autorstwa Biagio Puccini.
Kaplica św. Franciszka
Druga kaplica po prawej stronie dedykowana została św. Franciszkowi z Asyżu. W ołtarzu przedstawiono go otrzymującego stygmaty, jest to dzieło Michele Rocca.
Kaplica krucyfiksu
Trzecia kaplica po prawej stronie poświęcona jest Ukrzyżowaniu i zawiera brązowy krucyfiks autorstwa Alessandro Algardi.
Oratorium św. Pawła
Po prawej stronie prezbiterium znajduje się kaplica, będąca jakoby mieszkaniem św. Pawła. Nad drzwiami umieszczono owalny obraz Biagio Puccini przedstawiający Św. Bonawenturę w ekstazie. W pomieszczeniu znajduje się ołtarz z zielonym marmurowym krzyżem, a nad nim mozaika Eugenio Cisterna przedstawiająca Apostoła nauczającego w łańcuchach, pilnowanego przez strażnika. Po prawej stronie znajduje się stara inskrypcja z 1096 roku zawierająca listę relikwii wówczas w kościele San Cesario.
Kaplica św. Antoniego z Padwy
Pierwsza kaplica po lewej stronie poświęcona została św. Antoniemu z Padwy. Ołtarz przedstawiający świętego jest autorstwa Calandrucciego. Natomiast boczny obraz przedstawiający Cud św. Antoniego to dzieło Giacomo Diola.
Kaplica św. Anny
Druga kaplica z lewej poświęcona jest św. Annie. Ołtarz Giacinto Calandrucciego pokazuje ją biorącą Dzieciątko Jezus od Maryi. Sklepienie kaplicy jest freskowane przez Salvatore Monosilio.
Kaplica Matki Bożej Łaskawej
Trzecia kaplica po lewej stronie dedykowana jest Matce Bożej Łaskawej. Umieszczono w niej XIV-wieczny wizerunek Matki Bożej karmiącej Dzieciątko Jezus. Malowidło to pierwotnie miało znajdować się w kościele San Cesario. Obraz ma barokową glorię z aniołami, puttami i dużą koroną u góry.

### Podziemia
Wykopaliska z końca XX wieku ujawniły obecność starożytnych podziemnych pomieszczeń i przejść pod kościołem, rozciągający się również pod sąsiednimi posesjami. Główne pozostałości to starożytna rzymska insula.

## Kardynałowie diakoni
Kościół św. Pawła na Regola jest jednym z kościołów tytularnych nadawanych kardynałom-diakonom (Titulus Sancti Pauli Apostoli in Arenula). Tytuł ten powstał 25 stycznia 1946 roku w wyniku przeniesienia tytułu z kościoła św. Adriana na Forum (Titulus Sancti Hadriani in Foro) przez papieża Piusa XII.
- Giuseppe Fietta tytuł prezbiterialny pro hac vice (1958-1960)
- vacat (1960-1962)
- Michael Browne OP (1962-1971)
- vacat (1971-2010)
- Francesco Monterisi (2010-nadal)